# Triphyllus
Triphyllus är ett släkte av skalbaggar som beskrevs av Pierre François Marie Auguste Dejean 1821. Triphyllus ingår i familjen vedsvampbaggar.
Släktet innehåller bara arten Triphyllus bicolor.